# سجاد تركماني

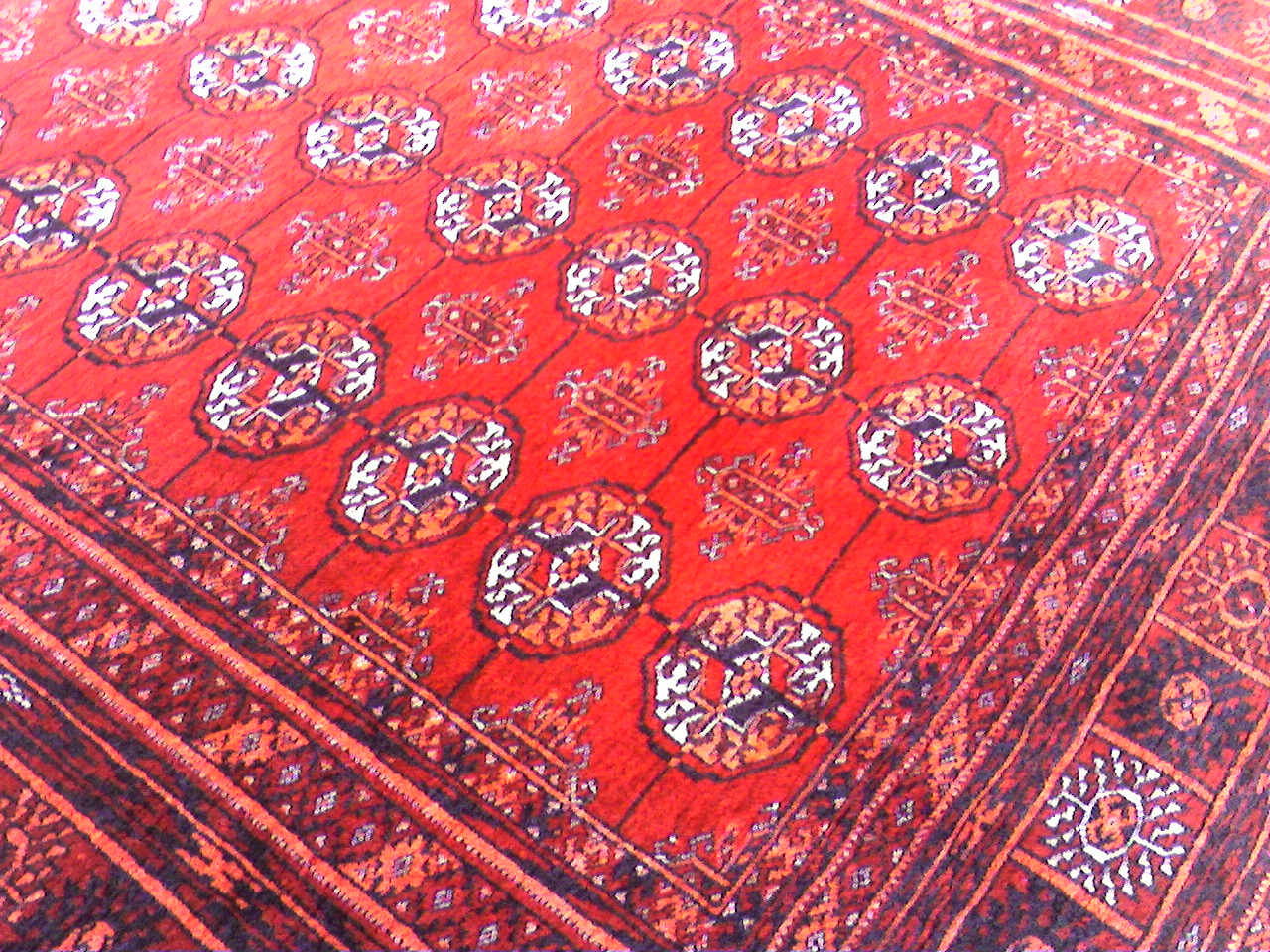
السجادة التركمانية بتصميم تيكي. يُشار إلى هذا النمط غالبًا باسم تصميم الطباعة "بخارى".

السجاد التركماني (بالتركمانية: Türkmen haly) أو سجاد تركمانستان أو Turkmen rug ) هو نوع من المنسوجات المصنوعة يدويًا والتي تغطي الأرضيات والتي نشأت بشكل تقليدي في آسيا الوسطى. ومن المفيد التمييز بين السجاد القبلي التركماني الأصلي والسجاد المنتج بأعداد كبيرة للتصدير بشكل رئيسي في باكستان وإيران اليوم. تم إنتاج السجاد التركماني الأصلي من قبل قبائل التركمان التي تعد المجموعة العرقية الرئيسية في تركمانستان وتوجد أيضا في أفغانستان وإيران. ويتم استخدامها لأغراض مختلفة، بما في ذلك سجاد الخيام ومعلقات الأبواب والحقائب بأحجام مختلفة ومتعددة.
تم إدراج صناعة السجاد التركماني التقليدي وفنونه في القائمة التمثيلية للتراث الثقافي غير المادي للبشرية من قبل اللجنة الحكومية الدولية لصون التراث الثقافي غير المادي التابعة لليونسكو عام 2019. 

## تاريخه

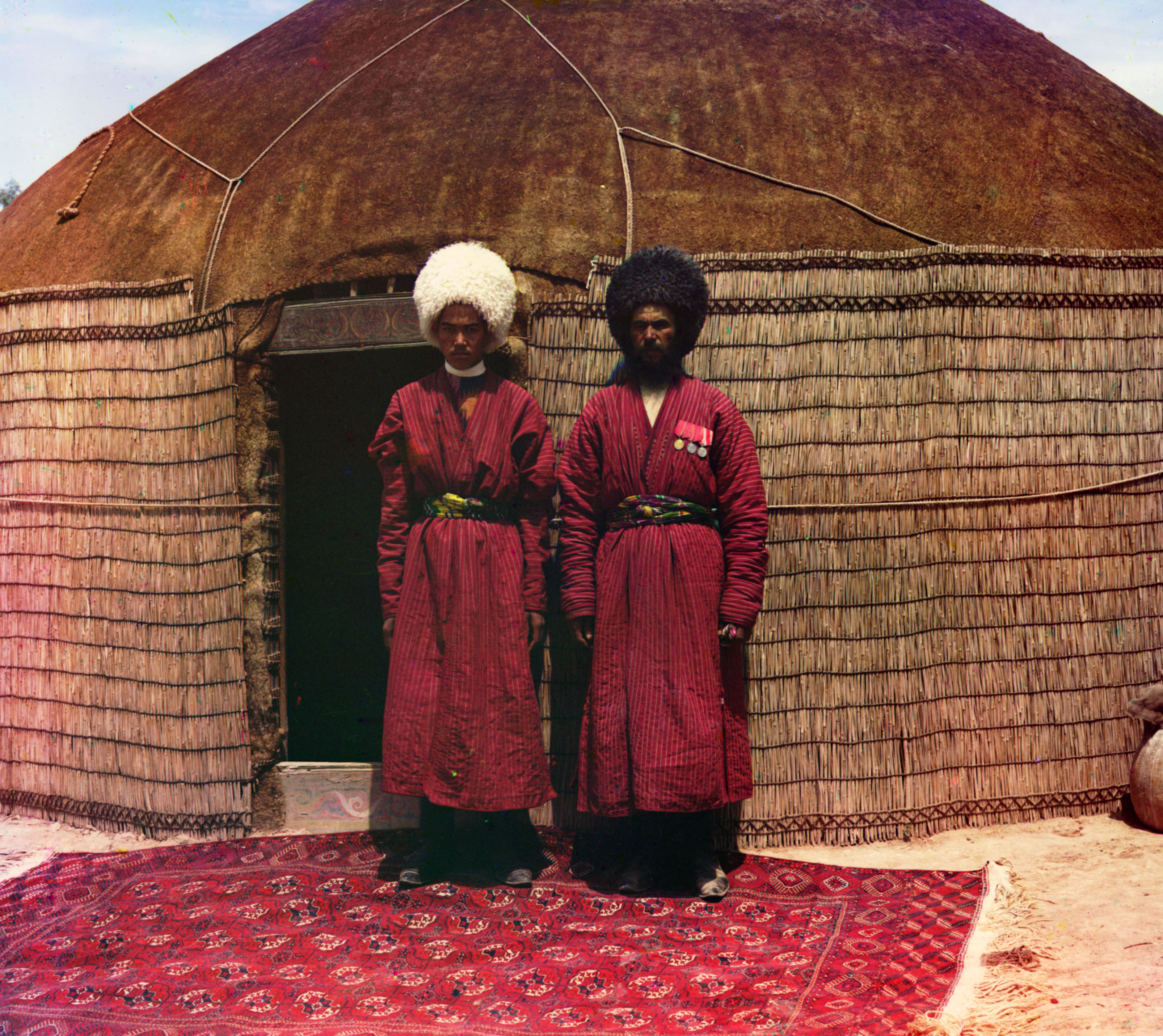
رجلان من التركمان يقفان على سجادة أمام خيمة. (1905-1915)

قبل بضعة قرون مضت، كانت القبائل البدوية تنتج جميع السجاد التركماني تقريبًا باستخدام مواد تم الحصول عليها المجتمع المحلي ومكان السكن والبيئة المحلية، مثل الصوف من القطعان والأصباغ النباتية، أو الأصباغ الطبيعية الأخرى من الأرض. واستخدموا تصميمات هندسية تختلف من قبيلة إلى قبيلة. وأشهرها يوموت Yomut، وإرساري Ersari، وساريك Saryk، وسالورSalor، وتيكي Tekke. كانت المخالفات، التي يعتبرها العديد من جامعي السجاد جزء من السحر، شائعة إلى حد ما نظرًا لأن المواد الطبيعية تختلف من دفعة إلى أخرى وقد تتمدد السداة أو اللحمة الصوفية، خاصة على النول الذي يتم طيه بانتظام للنقل وإعداده من جديد في معسكر آخر. في الآونة الأخيرة، ظهرت ورش عمل كبيرة للسجاد في المدن، وهناك عدد أقل من المخالفات، وقد غيرت التكنولوجيا بعض الشيء. منذ عام 1910 تقريبا، تم استخدام الأصباغ الاصطناعية جنبًا إلى جنب مع الأصباغ الطبيعية. يقتصر حجم السجاد البدوي على ما يمكن عمله على النول المحمول الخاص بالبدوي؛ لقد تم بشكل دائم إنتاج السجاد الأكبر ذي الحجم الكبير في القرى، لكنه أصبح الآن أكثر شيوعًا. أصبح استخدام القطن لخيوط السداة واللحمة أمر شائع أيضًا.

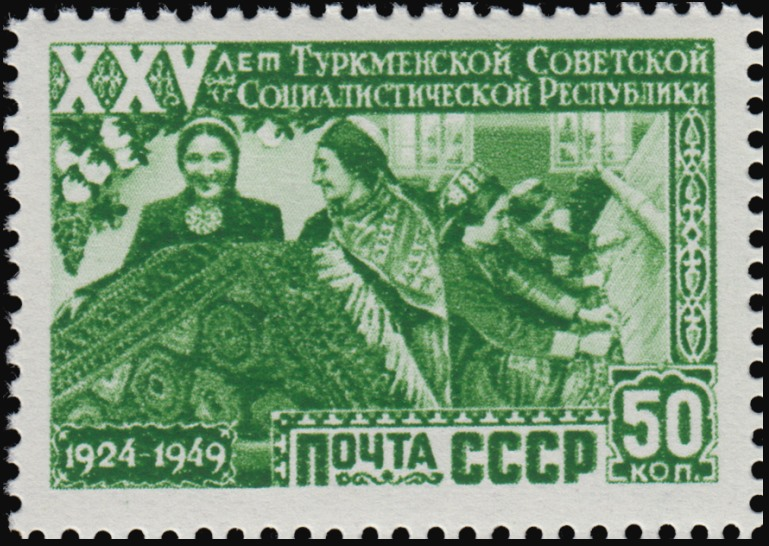
طابع سوفييتي عام 1950 يصور نساجي السجاد التركمان

السجاد الذي يتم إنتاجه بأعداد كبيرة للتصدير في باكستان وإيران ويباع تحت اسم السجاد التركماني، يتم تصنيعه في الغالب باستخدام الأصباغ الصناعية، مع السداة واللحمات القطنية وأكوام الصوف. يوجد القليل من القواسم المشتركة مع السجاد القبلي التركماني الأصلي. في سجاد التصدير هذا، يتم استخدام أنماط وألوان مختلفة، ولكن الأكثر شيوعًا هو تصميم بخارى، المشتق من سجادة تيكي الرئيسية، وغالبًا ما تكون بخلفية حمراء أو أسمر ضارب للصفرة (الصورة). آخر مشتق من سجادة إرساري الرئيسية، بتصميم قدم الفيل المثمن. يقع متحف السجاد التركماني الذي يحتفظ بنماذج من السجاد القبلي التركماني الأصلي في عشق أباد. العديد من السجاد الأفغاني ذو التصميم التركماني التقليدي يصنعه التركمان العرقيون الذين يعيشون في هذا البلد. تنتج أفغانستان الكثير من السجاد المخصص للتصدير بشكل اساسي، والعديد منها بتصميم "بخارى". ومع ذلك، هناك أيضًا بعض السجاد الأفغاني الذي يستخدم التصميمات التركمانية. يوجد في بركيت مصنع لنسج السجاد التركماني يعمل منذ عام 1923.

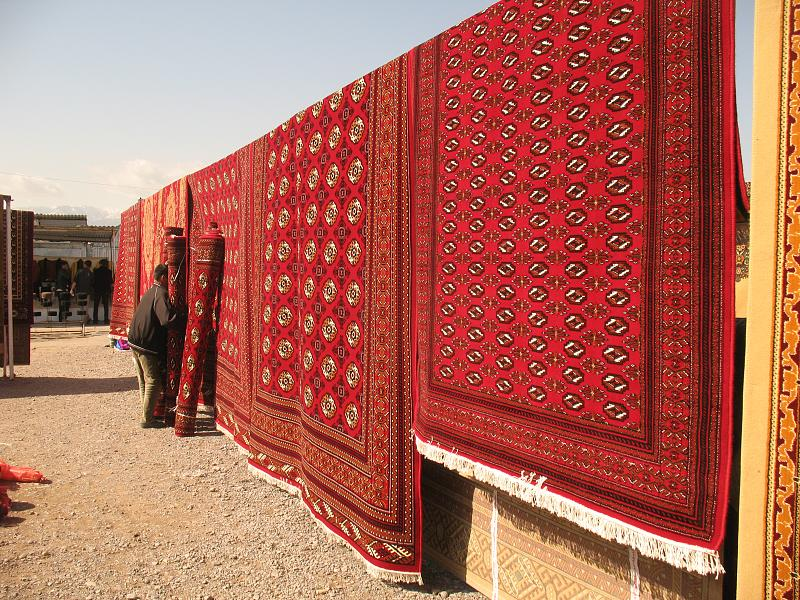
السجاد في بازار التين عسير

## تركمانستان
في نهاية القرن العشرين، أصبح نسج السجاد في تركمانستان أحد أهم قطاعات الاقتصاد فيها. عام 1992، أصبح يوم السجاد التركماني يوم عطلة وطنية رسمي للجميع، يتم الاحتفال به سنويًا في يوم الأحد الأخير من شهر مايو. ومن بين السجاد التركماني الحديث تقف أكبر سجادة مصنوعة يدويا في العالم بمساحة إجمالية تبلغ 301 متر2، المسماة «العصر الذهبي لسابرميرات تركمانباشي العظيم» وتم نسجها في مصنع باخردين لصناعة السجاد الفني عام 2001، وفي عام 2003 دخلت موسوعة غينيس للأرقام القياسية.

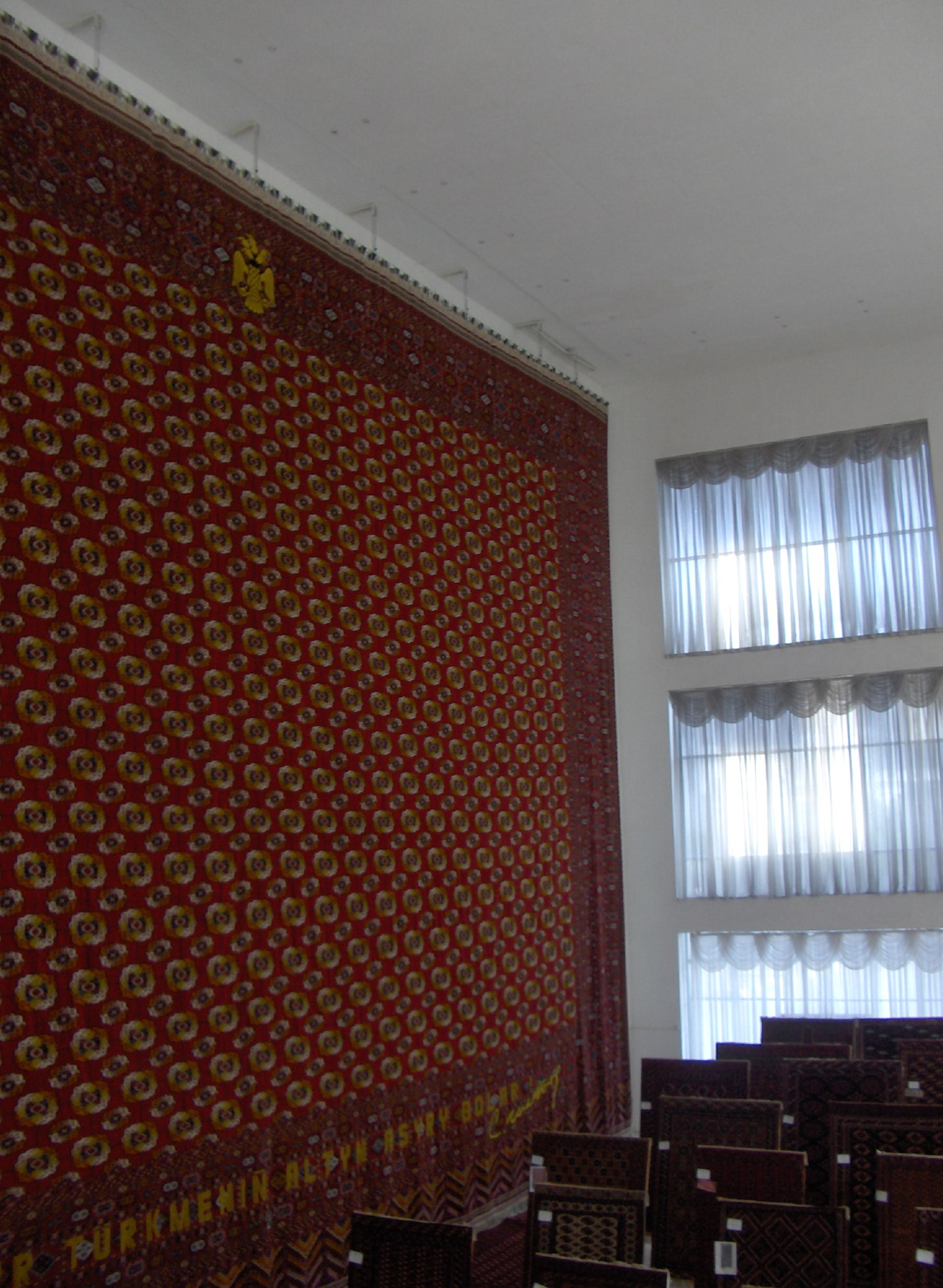
أكبر سجادة في العالم والتي حصلت على رقم قساسي في سجل غينيس كأكبر سجادة في العالم ويطلق عليها اسم العصر الذهبي لسابرميرات تركمانباشي العظيم (اي صفرمراد نيازوف بالتركمانية)

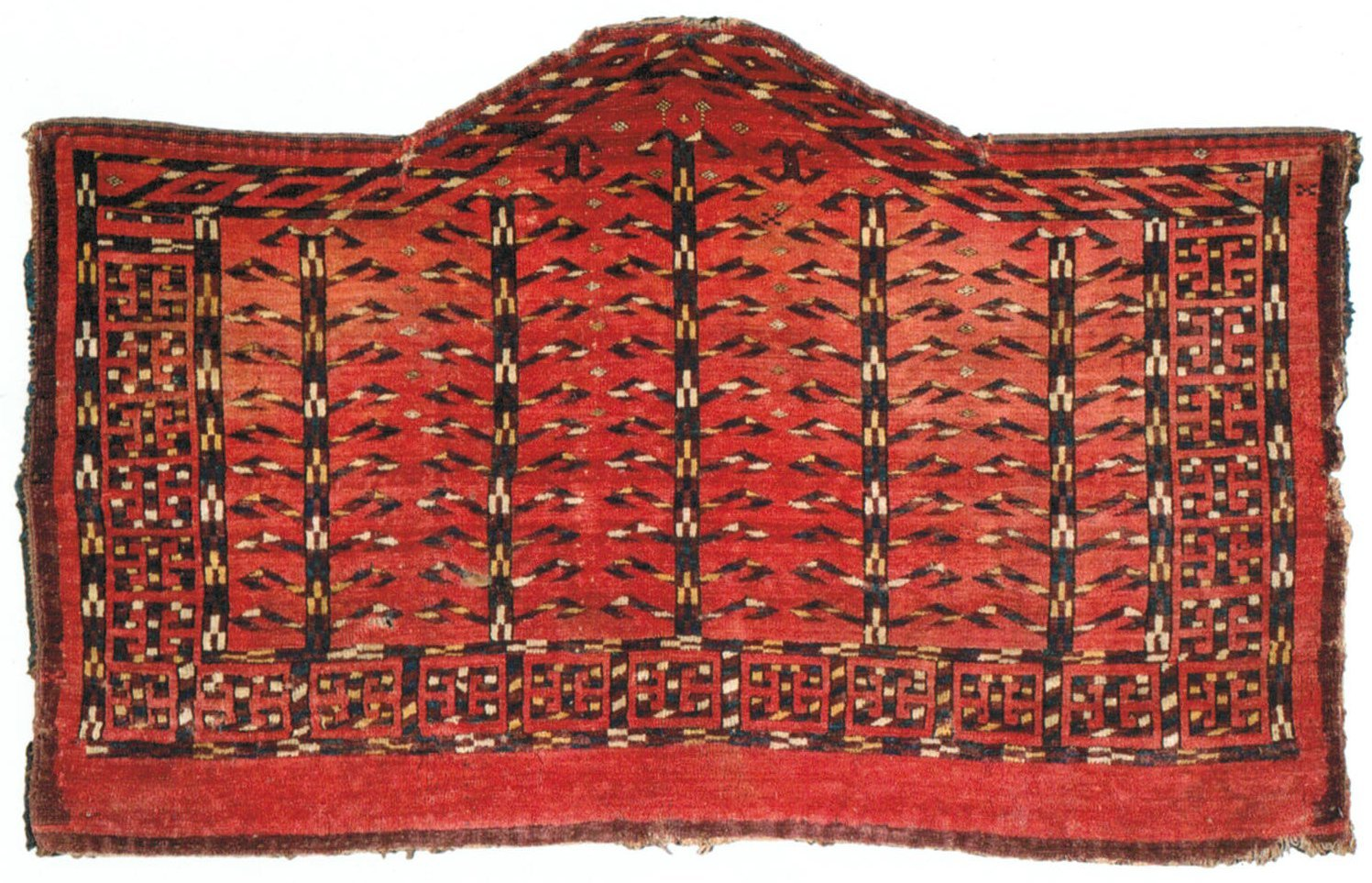
خمس شجرات يوموت أسماليك، تركمانستان، القرن الثامن عشر والتاسع عشر.

### العلم شعارات الدولة
يُظهر الشريط الرأسي لعلم تركمانستان الأنماط الخمسة الرئيسية للسجاد التركماني. يتم عرض هذه الأنماط بطريقة ثانوية موزعة على طول الحواف. تعكس الأنماط الوحدة الوطنية لتركمانستان. تمثل زخارف السجادة التقليدية الخمس الموجودة في القرص الأحمر لشعار تركمانستان القبائل أو المنازل الخمس الرئيسية، وترمز إلى القيم التقليدية والدينية للبلاد. هذه القبائل التركمانية بالترتيب التقليدي هيː تيكي، واموت، وأرساري، وشودور، وساريك(ساريق).

تيكي
أوموت
ساريك
شودور
أرساري

|                             |                             |                                                                                          |
| علم تركمانستان              | شعار تركمانستان             |                                                                                          |
|                             |                             |                                                                                          |
| شعار تركمانستان (1992—2000) | شعار تركمانستان (2000—2003) | شعار تركمانستان كجمهورية داخل الاتحاد السوفييتي(1937-1991)، وما بعد الاستقلال(1991-1992) |

### جمعية تركمانهالي لصناعة السجاد

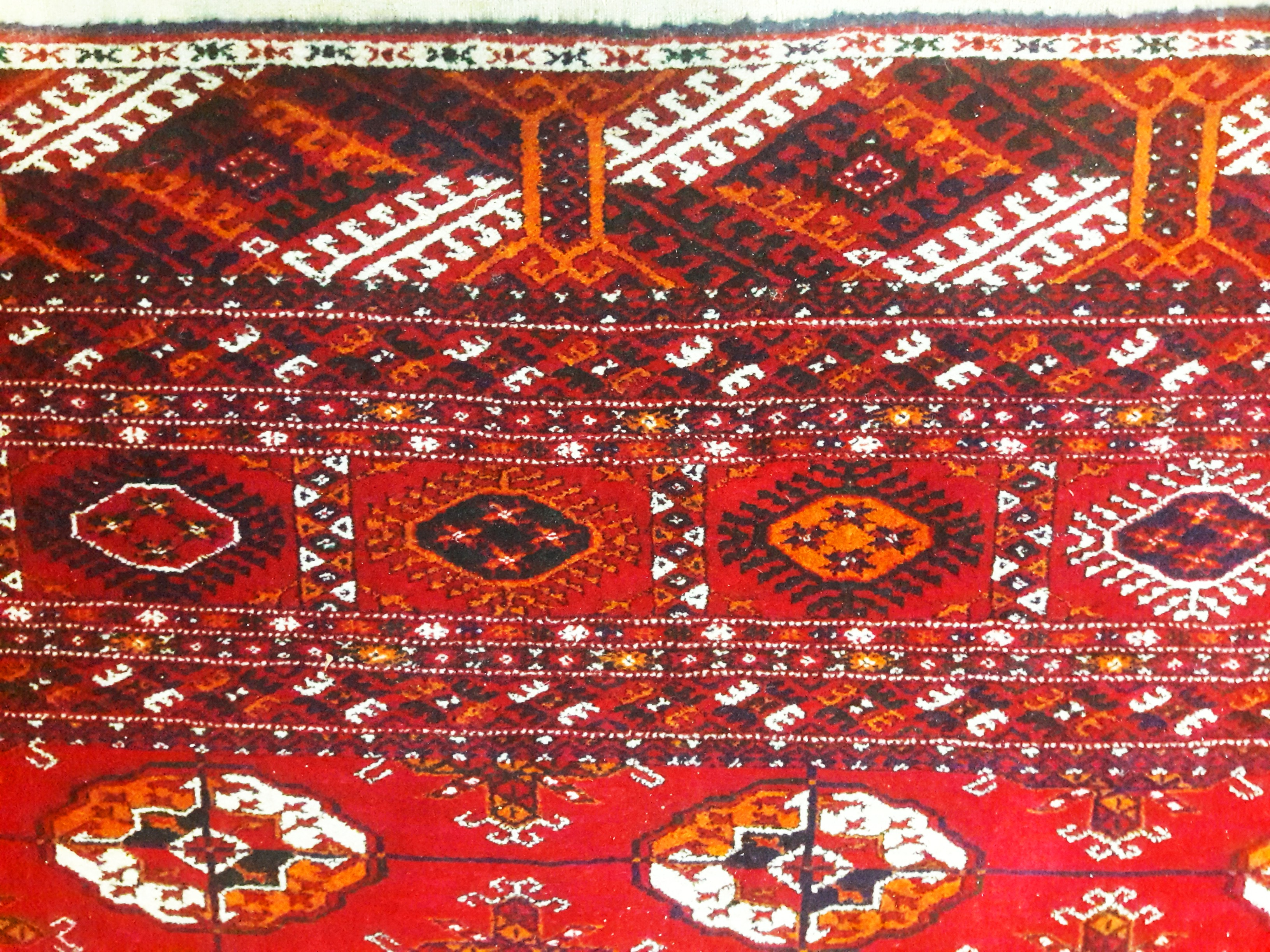
جزء من سجادة تركمانية تيكي ذات شعارات ورموز وأنماط وطنية

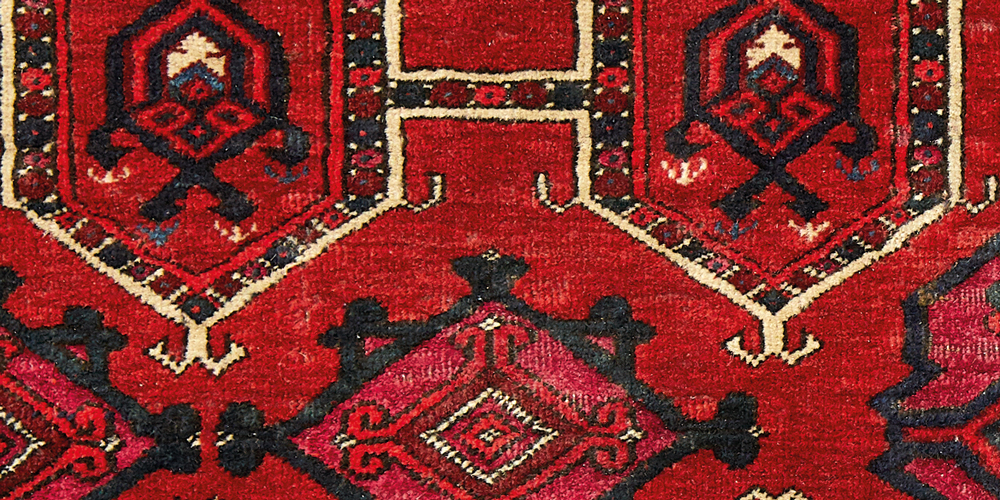
قطعة من سجادة تركمانية تظهر نمط الشخصيات الحارسة للبوابات الأربعة للكون التركماني

تعد جمعية تركمانهالي الحكومية Association Turkmenhaly  المُوَرد الرئيسي للسوق العالمية للسجاد التركماني المصنوع يدويا من الصوف الخالص من تركمانستان. الأنشطة الرئيسية للشركة هي إنتاج وبيع السجاد والموكيت التركماني، والحفاظ على تقاليد نسج السجاد اليدوي، وترميم زخارف وأدوات السجاد القديمة.
تضم جمعية الدولة «تركمنهالي» ثمانية  شركات لصناعة السجاد الفني وتمتلك هذه الشركات العديد من مواقع وورش صناعة السجاد الموجودة في جميع مقاطعات تركمانستان. يعمل حوالي 5 آلاف صانع سجاد في شركات صناعة السجاد الفني. و يتم إنتاج النماذج الكلاسيكية للسجاد التركماني بشكل رئيسي في مصانع السجاد التابعة للجمعية.

## طريقة العمل
ظلت طرق إنتاج السجاد التركماني وفنياته ومنتجات السجاد دون تغيير على مدى السنين. السجاد المصنوع يدويًا ومنتجات السجاد يتوافق مع مجموعة القماش المتشابكة. وهي مصنوعة على أساس خيوط اللحمة والغزل الصوفي. يتم استخدام نوعين من العقد في نسج السجاد - مزدوجة وواحدة ونصف.
يبدأ نسج السجاد وينتهي بنسج الكتان للجزء العكسي (يسمى التوبراك). يتكون جزء الوبر من السجادة من حافة واسعة من عقدة «العالم» التي تبدأ بها السجادة وتكتمل. تمتلئ المنطقة الوسطى من السجادة بأكبر الزخارف «الجولس». يتم ربط عقد السجاد في كل زوج من الخيوط الأساسية. بعد ربط كل صف من عقد الوبر، يتم وضع خيط أو اثنين من خيوط اللحمة بطول العرض الكامل، والتي تستخدم لربط عقد الوبر في الخيوط الأساسية. ثم يتم تقليم سطح الوبر بالتساوي ويتم تشطيب كلا الطرفين بالهامش.

## متحف السجاد التركماني
أنشأ المرسوم الرئاسي في تركمانستان في 20 مارس 1993 في عشق أباد متحف السجاد التركماني. حيث يعد متحف السجاد أحد المراكز الثقافية في الدولة، ويضم حوالي 2000 منسوجة من معروضات السجاد، بما في ذلك النادرة منها. فيحتوي المتحف على أصغر منتج للسجاد، مصمم ليتم ارتداؤه مع المفاتيح. يقوم المتحف أيضا بترميم السجاد القديم وتحسينه ثم عرضه. تحتوي بعض العينات القديمة المنسوجة بمهارة على ما يصل إلى 1.350.000 عقدة. يتم تحديث المتحف باستمرار عبر بإجراء عمليات البحث وتجميع مجموعات من السجاد القديم. تبلغ مساحة المبنى الجديد للمتحف 5089 م 2. كما يستضيف المتحف المنتديات والمؤتمرات العلمية الدولية. 

## سوق ألتين عسير

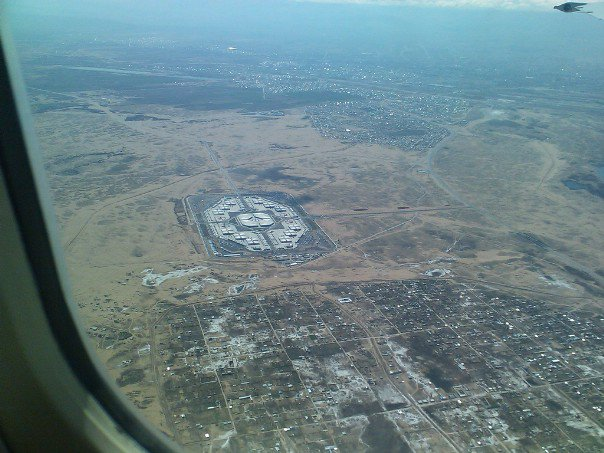
السوق من الجو يشبه شكل زخرفة السجاد التركماني في ولاية أهال

يعد سوق ألتين عسير [الإنجليزية] أكبر سوق في تركمانستان، وخامس أكبر سوق في آسيا الوسطى. يقع في ضواحي عشق أباد، في منطقة تشوجانلي السكنية. تم بناؤه ليشبه شكل زخرفة السجاد التركماني في ولاية أهال ويغطي السوق 154 هكتارا. يوجد في قلب السوق برج ساعة طويل، وهو معلمه الرئيسي. ويوجد بالسوق 2,155 محل تجاري. ويتم بيع العديد من المنتجات فيه ومنها السجاد التركماني.

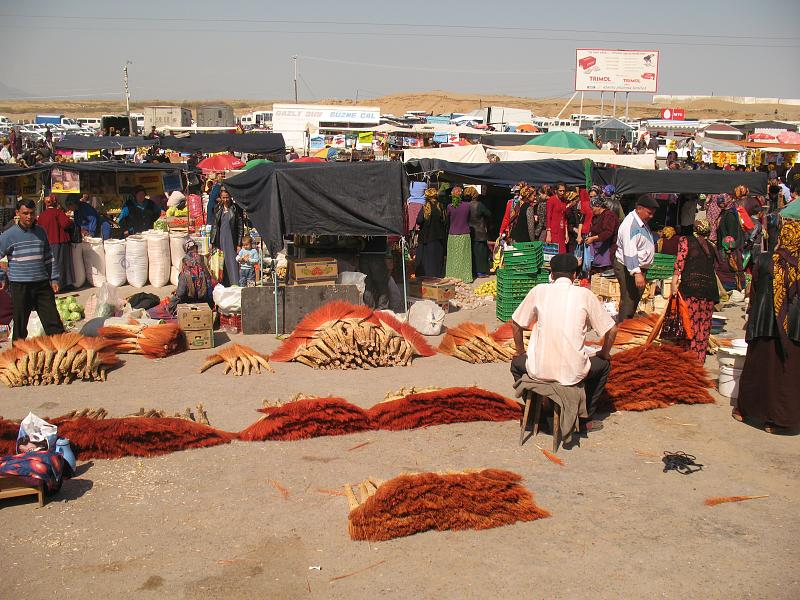
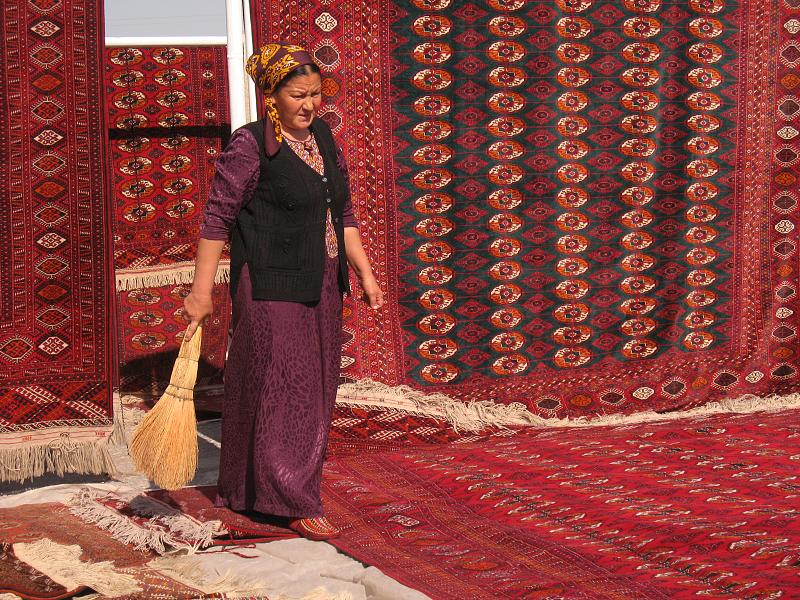
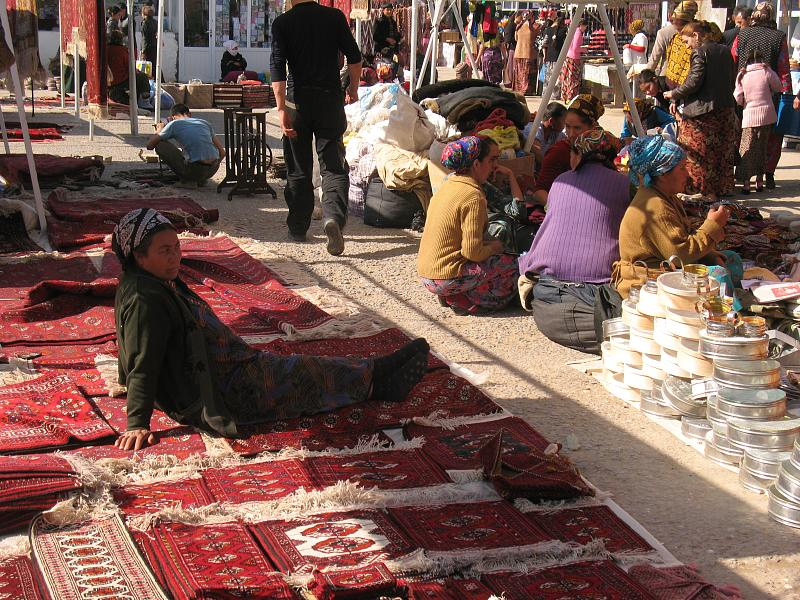
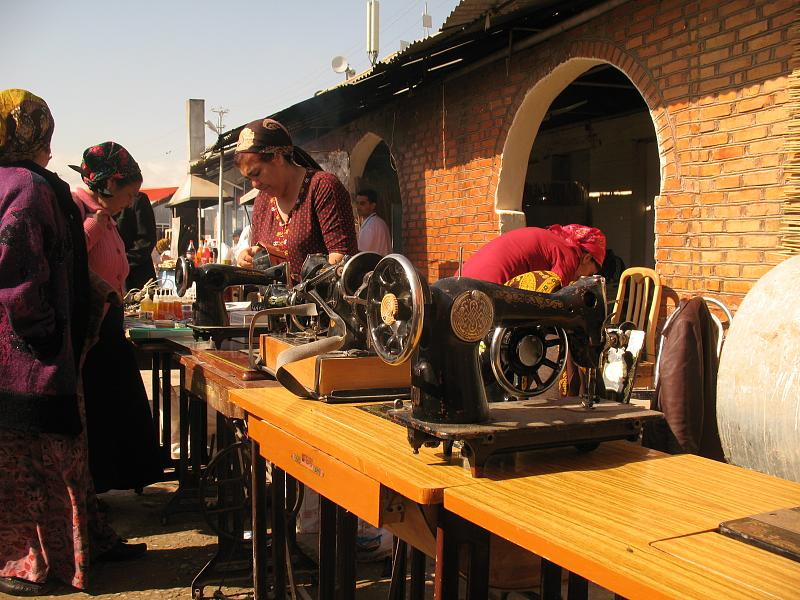
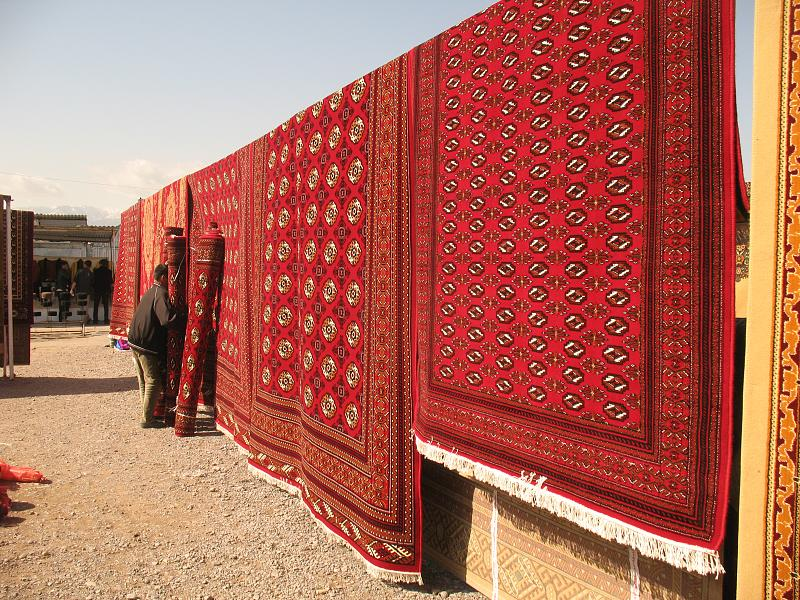
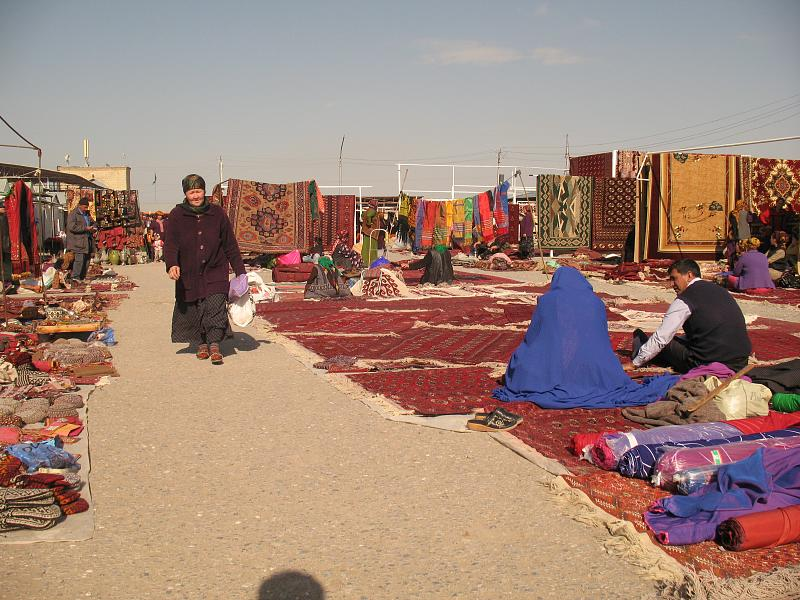
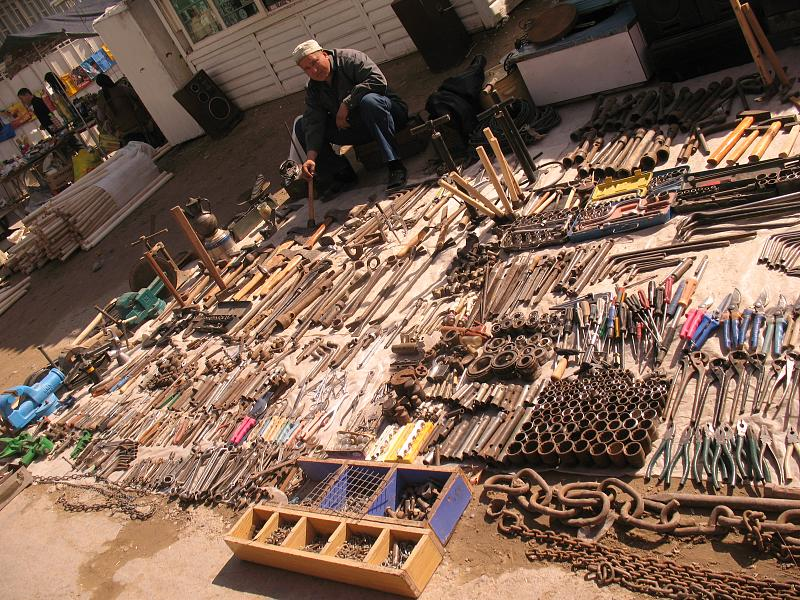
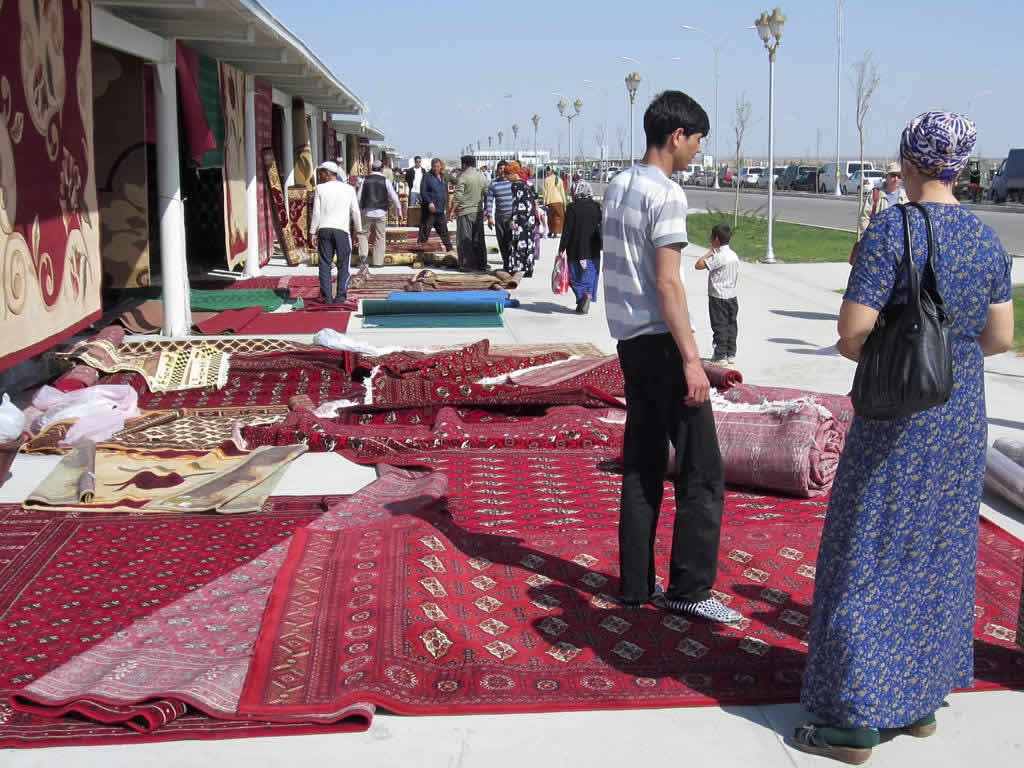

## أنظر أيضا
- سجادة يوموت
- سوزاني (نسيج)
- نسج السجاد الأذربيجاني
- سجاد شيراز

## الروابط الخارجية
- متحف السجاد في تركمانستان
- تيكي بخارى: تاريخ وتطور سجاد بخارى
- تاريخ السجاد التركماني
- خلفية عن أصل السجاد التركماني نسخة محفوظة 2 أكتوبر 2011 على موقع واي باك مشين.
- بخارى - تصميم سجاد بخارى
- جمعية تركمانهالي الحكومية Association Turkmenhaly